# Gastao Entrudo
Gastao Entrudo est un bodyboardeur portugais originaire de Meco. Il participe à l'IBA World Tour 2011.